# Сент-Меріс (Айдахо)
Сент-Меріс (англ. St. Maries) — місто в Північному центрі штату Айдахо, найбільше місто сільського округу Бенева і його центр. Згідно з переписом 2010 року населення становило 2 402 особи, що на 250 осіб менше, ніж 2000 року.

## Географія
Сент-Меріс розташований за координатами 47°18′53″ пн. ш. 116°34′17″ зх. д. / 47.31472° пн. ш. 116.57139° зх. д. (47.314627, -116.571360).  За даними Бюро перепису населення США в 2010 році місто мало площу 2,86 км², уся площа — суходіл. В 2017 році площа становила 3,08 км², уся площа — суходіл.

### Клімат
| Клімат : Сент-Меріс     | Клімат : Сент-Меріс | Клімат : Сент-Меріс | Клімат : Сент-Меріс | Клімат : Сент-Меріс | Клімат : Сент-Меріс | Клімат : Сент-Меріс | Клімат : Сент-Меріс | Клімат : Сент-Меріс | Клімат : Сент-Меріс | Клімат : Сент-Меріс | Клімат : Сент-Меріс | Клімат : Сент-Меріс | Клімат : Сент-Меріс |
| Показник                | Січ.                | Лют.                | Бер.                | Квіт.               | Трав.               | Черв.               | Лип.                | Серп.               | Вер.                | Жовт.               | Лист.               | Груд.               | Рік                 |
| Абсолютний максимум, °C | 15,0                | 19,4                | 26,1                | 35,0                | 36,1                | 37,8                | 41,1                | 42,8                | 40,0                | 32,2                | 22,8                | 30,6                | 42,8                |
| Середній максимум, °C   | 1,7                 | 5,2                 | 9,7                 | 15,2                | 20,1                | 23,9                | 29,4                | 29,1                | 23,5                | 15,6                | 6,6                 | 2,2                 | 15,2                |
| Середній мінімум, °C    | −5,4                | −3,9                | −1,7                | 1,2                 | 4,7                 | 8,1                 | 9,8                 | 8,8                 | 5,3                 | 1,7                 | −1,4                | −4,2                | 1,9                 |
| Абсолютний мінімум, °C  | −32,2               | −31,7               | −23,3               | −13,3               | −6,7                | −3,3                | −1,1                | −1,1                | −7,8                | −18,9               | −25,6               | −33,9               | −33,9               |
| Норма опадів, мм        | 100                 | 70                  | 68                  | 51                  | 53                  | 49                  | 21                  | 24                  | 32                  | 56                  | 92                  | 100                 | 716                 |
| Днів з опадами          | 15                  | 12                  | 13                  | 11                  | 11                  | 9                   | 4                   | 4                   | 6                   | 10                  | 13                  | 14                  | 122,0               |
| ----------------------- | ------------------- | ------------------- | ------------------- | ------------------- | ------------------- | ------------------- | ------------------- | ------------------- | ------------------- | ------------------- | ------------------- | ------------------- | ------------------- |
| Джерело: WRCC           |                     |                     |                     |                     |                     |                     |                     |                     |                     |                     |                     |                     |                     |

## Демографія

### Перепис 2010 року
Згідно з переписом 2010 року, у місті проживало 2 402 особи у 999 домогосподарствах у складі 641 родин. Густота населення становила 843,1 особи/км². Було 1 092 помешкання, середня густота яких становила 383,3/км². Расовий склад міста: 96,0 % білих, 0,3 % афроамериканців, 1,1 % індіанців, 0,6 % азіатів, 0,1 % тихоокеанських остров'ян, 0,2 % інших рас, а також 1,8 % людей, які зараховують себе до двох або більше рас. Іспанці і латиноамериканці незалежно від раси становили 1,6 % населення.
Із 999 домогосподарств 32,1 % мали дітей віком до 18 років, які жили з батьками; 47,4 % були подружжями, які жили разом; 12,2 % мали господиню без чоловіка; 4,5 % мали господаря без дружини і 35,8 % не були родинами. 31,0 % домогосподарств складалися з однієї особи, в тому числі 15,8 % віком 65 і більше років. В середньому на домогосподарство припадало 2,34 мешканця, а середній розмір родини становив 2,88 особи.
Середній вік жителів міста становив 40,9 року. Із них 24,5 % були віком до 18 років; 7,8 % — від 18 до 24; 22,7 % від 25 до 44; 25,4 % від 45 до 64 і 19,6 % — 65 років або старші. Статевий склад населення: 49,4 % — чоловіки і 50,6 % — жінки.
Середній дохід на одне домашнє господарство  становив 42 543 долари США (медіана — 35 125), а середній дохід на одну сім'ю — 52 119 доларів (медіана — 42 578). Медіана доходів становила 41 831 долар для чоловіків та 25 000 доларів для жінок. За межею бідності перебувало 13,7 % осіб, у тому числі 12,8 % дітей у віці до 18 років та 5,7 % осіб у віці 65 років та старших.
Цивільне працевлаштоване населення становило 865 осіб. Основні галузі зайнятості: освіта, охорона здоров'я та соціальна допомога — 29,6 %, виробництво — 21,2 %, роздрібна торгівля — 9,5 %, сільське господарство, лісництво, риболовля — 8,4 %.

### Перепис 2000 року
Згідно з переписом 2000 року, в місті проживало 2 652 особи у 1 061 домогосподарствах у складі 675 родин. Густота населення становила 939,4 особи/км². Було 1 132 помешкання, середня густота яких становила 401,0/км². Расовий склад міста: 95,93 % білих, 1,73 % індіанців, 0,11 % азіатів, 0,19 % інших рас і 2,04 % людей, які зараховують себе до двох або більше рас. Іспанці та латиноамериканці незалежно від раси становили 1,66 % населення.
Із 1 061 домогосподарства 33,3 % мали дітей віком до 18 років, які жили з батьками; 50,7 % були подружжями, які жили разом; 9,2 % мали господиню без чоловіка, і 36,3 % не були родинами. 29,9 % домогосподарств складалися з однієї особи, в тому числі 15,4 % віком 65 і більше років. В середньому на домогосподарство припадало 2,38 мешканця, а середній розмір родини становив 2,98 особи.
Віковий склад населення: 26,4 % віком до 18 років, 7,6 % від 18 до 24, 25,7 % від 25 до 44, 23,3 % від 45 до 64 і 17,0 % років і старші. Середній вік жителів — 38 року. Статевий склад населення: 50,6 % — чоловіки і 49,4 % — жінки.
Середній дохід домогосподарств у місті становив US$32 054, родин — $37 474. Середній дохід чоловіків становив $35 625 проти $19 509 у жінок. Дохід на душу населення в місті був $16 745. Близько 10,7 % родин і 12,8 % населення перебували за межею бідності, включаючи 16,5 % віком до 18 років і 14,9 % від 65 і старших.